# Teodora de Emesa
Teodora de Emesa fue una intelectual que formó parte de un grupo de seguidores del Neoplatonismo en la Alejandría de finales del siglo V y principios del siglo VI. Fue también discípula de Isidoro. El filósofo Damascio le dedicó su obra Vida de Isidoro, también conocida como Historia filosófica, que había escrito a petición de ella.

## Biografía
Fue hija de Kyrina y Diogenes, por lo tanto al igual que Jámblico, descendiente del linaje real de Emesa. A principios del siglo V, la escuela Neoplatónica Ateniense tenía seguidores entre los estudiantes sirios y egipcios. Teodora, junto con sus hermanos menores, estudió filosofía en la escuela de Isidoro en Alejandría. Este hecho pudo haber tenido lugar hacia finales del año 480 cuando Isidoro formaba parte de los círculos intelectuales de Alejandría o bien en la década siguiente tras su regreso a Atenas. Teodora también destacó en poética y gramática y fue una matemática versada en geometría y aritmética superior.
Fue una neoplatónica de la corriente de Jámblico, por lo tanto, una pagana convencida. Según escribió Focio tres siglos más tarde, realizó algunos ritos paganos y rituales teúrgicos. Focio la describió como una "Helena por persuasión religiosa" y de sus antepasados dijo que eran "todos ellos ganadores del primer premio por impropiedad idólatra". La obra Vida de Isidoro, de Damascio, ilustra la vida de Isidoro cuyo círculo filosófico, al que perteneció Teodora, se desarrolló entre finales del siglo V y principios del VI en Atenas, Alejandría y Afrodisias. No hay evidencias de que Teodora huyera a Persia junto con Isidoro, Damascio, Simplicio, Prisciano Lido, Eulamio de Frigia, Hermias el Fenicio y Diógenes el Fenicio, tras de la orden de Justiniano de cerrar la escuela platónica de Atenas en 529.

## Vida de Isidoro
Teodora también se formó con Damascio, que fue otro discípulo de Isidoro y el último director de la Escuela Neoplatónica de Atenas. Damascio dedicó a Teodora su Vida de Isidoro, que había escrito a petición suya. Esta obra, también conocida como Historia Filosófica, se escribió entre los años 517 y 526 y trata sobre la vida de la época y sobre las comunidades neoplatónicas de Alejandría y Atenas al final de la antigüedad teniendo como eje central la biografía de Isidoro.  
Todo lo que queda de sus 60 capítulos son extractos que se conservan en la Biblioteca (Focio) y en la Suda y está considerado como una versión revisada de las notas que fue tomando durante los últimos 20 años de formación. No son necesariamente transcripciones exactas. Focio comenta que Damascio "no escribe tanto sobre la vida de Isidoro sino sobre la de otras muchas personas, tanto contemporáneas como anteriores". También recoge sus actividades de forma crítica. Polymnia Athanadassi describe la obra como "una apreciación crítica, a menudo humorística, del carácter y los logros de hombres y mujeres individuales. En un contexto geográfico, histórico y político amplio, se demuestra que estas personas se mueven en dos mundos dispares y a menudo en conflicto, los del paganismo y el cristianismo".  Pero Edward Watts afirma que "La cultura filosófica antigua no estaba definida exclusivamente por preocupaciones religiosas y lazos doctrinales". Los neoplatónicos se formaron a sí mismos en una comunidad intelectual y espiritual mantenida unida por elementos doctrinales comunes, una historia compartida y relaciones personales definidas.